# Кордон (Кишертский район)
Кордо́н — посёлок (в 1963—1996 гг. — посёлок городского типа) в Пермском крае России. Входит в Кишертский район (муниципальный округ).

## География
Расположен между реками Большая и Малая Молёбка, в 42 км к востоку (по прямой) от райцентра, села Усть-Кишерть.

## История
Поселение выросло при железнодорожной станции, возникшей в 1905 году во время строительства железной дороги Пермь — Екатеринбург. Первоначальное название — Моховушка.
В 1909 году после постройки дороги появилась станция Кордон. В 1910-е гг. был построен лесопильный завод Левнуша, который в 1922 г. после национализации имел 40 рабочих.
В 1930 г. существовал Кордонский леспромхоз Кунгурского ЛПХ. Тогда же здесь был образован Кордонский лесоучасток Шамарского леспромхоза, который в 1932 г. передали в ведение Асовского ЛПХ. С 1936 г. в посёлке работал Кордонский шпалозавод.
30 апреля 1943 г. создан Кордонский леспромхоз. В этом же году здесь возникло учебное лесное хозяйство — ремесленное училище, готовившее рабочие кадры для нужд Кордонского леспромхоза. В работе лесозаготовительных и лесоперерабатывающих предприятий в этот период широко использовался труд переселенцев, ссыльных и военнопленных.
С 1963 до 1996 гг. Кордон относился к посёлкам городского типа (рабочим посёлкам).
С 2004 до 2019 гг. посёлок был центром Кордонского сельского поселения.

## Население
| 1970  | 1979  | 1989  | 2000  | 2002  | 2004  |
| ----- | ----- | ----- | ----- | ----- | ----- |
| 2898  | ↘2757 | ↘2267 | ↘1708 | ↘1693 | ↘1634 |
| 2008  | 2010  | 2011  | 2012  | 2013  | 2014  |
| ↘1605 | ↘1327 | ↘1324 | ↗1560 | ↘1157 | ↗1580 |
| 2015  | 2021  |       |       |       |       |
| →1580 | ↘1067 |       |       |       |       |

## Инфраструктура
В посёлке есть школа, детский сад, клуб, библиотека, ФАП, аптечный пункт «Фармрегион», ООО «Кордон-лес», пожарное депо, почта, отделение банка.

## Памятники и достопримечательности
- Памятник жертвам гражданской войны.
- Памятники природы — охраняемый ландшафт Большое болото (площадь — 269 га) и Кишертский биологический охотничий заказник, образованный 25 апреля 1996 года, площадью 10,1 тыс. га.